# Lars Hedberg (inredningsarkitekt)
Lars Ivar Hedberg, född 21 augusti 1920 i Stockholm, död 2 mars 1979 i Sollentuna församling, var en svensk inredningsarkitekt.
Hedberg, som var son till Ivar Hedberg och Tora Hagström, utexaminerades från Högre Konstindustriella Skolan 1944. Han anställdes på Sparfrämjandets arkitektkontor 1946, bedrev egen arkitektverksamhet från 1953 och var anställd som inredningsarkitekt hos Svenska Handelsbanken från 1961. Lars Hedberg är gravsatt i minneslunden på Silverdals griftegård.